# Герб Новосанжарського району
Герб Новосанжа́рського райо́ну — офіційний символ Новосанжарського району Полтавської області, затверджений рішенням Новосанжарської районної ради. Автор герба  — А. Гречило.

## Опис малого герба
Гербовий щит має форму чотирикутника з півколом в основі. Щит розтятий і перетятий на два сині та два золоті поля, у центрі лапчастий хрест, а в кутах чотири 8-променеві зірки у перемінних кольорах. Жовтий лапчастий хрест на синьому фоні був на прапорі Полтавського козацького полку 18 століття і тепер є на прапорі Полтавської області і тому вказує на належність території району до Полтавщини, а також підкреслює давню козацьку традицію краю.
8-променева зірка є історичним гербом Нових Санжар. У гербі 4 зірки символізують 4 сотенні містечка (Нові Санжари, Старі Санжари, Маячка, Нехвороща) та козацькі сотні, що розміщувались у 18 столітті на території сучасного району.
Золоте поле у гербі символізує сільське господарство, в якому зайнята більша частина місцевих жителів. Щит увінчує стилізована золота територіальна корона, що вказує на належність герба саме району та характеризує його рослинність (зубці корони вирішені у формі листків дерев).

## Опис великого герба
Великий герб — щит з гербом району з одного боку підтримує дівчина зі снопом у руці, з іншого — козак із шаблею при боці. 
Щит увінчано золотою територіальною короною, під щитом — синя стрічка із золотим написом «Новосанжарський район».